# Desa Srigading (administrativ by i Indonesien, Yogyakarta)
Desa Srigading är en administrativ by i Indonesien.   Den ligger i provinsen Yogyakarta, i den västra delen av landet, 400 km sydost om huvudstaden Jakarta.